# Diagramas de força cortante e momento fletor

Diagramas de força cortante e momento fletor para uma viga simplesmente apoiada com uma carga concentrada no centro.

Os diagramas de força cortante e momento fletor são ferramentas analíticas usadas em conjunção com a análise estrutural determinando os valores de força cisalhante e momento fletor em um determinado ponto de um elemento estrutural como uma viga. Utilizando estes diagramas pode ser facilmente determinado o tipo e tamanho e material de um membro de uma estrutura, tal que um dado conjunto de cargas estruturais podem ser suportadas sem falha estrutural. Outra aplicação dos diagramas de força cortante e momento fletor é na determinação da deflexão de uma viga, que pode ser facilmente determinada usando o teorema momento-área ou o método da viga conjugada.

## Convenção
Embora outras convenções sejam utilizadas na prática, é considerada aqui a convenção que está de acordo com o tensor tensão, seguindo a notação de Egor Popov, e não a convenção tradicionalmente utilizada em engenharia civil:
{\displaystyle {\frac {dV(x)}{dx}}=-q(x)}
{\displaystyle {\frac {dM(x)}{dx}}=-V(x)}

### Convenção normal
A convenção normal usada na maioria das aplicações em engenharia é denominar uma força cisalhante positiva que gira um elemento em sentido horário (para cima na esquerda, e para baixo na direita). Da mesma forma, a convenção normal para um momento fletor positivo é dobrar o elemento em uma forma de "u" (horário na direita e anti-horário na esquerda). Outra maneira de lembrar isto é que se o momento esta dobrando a viga em um sorriso então o momento é positivo, com compressão no topo da viga e tração na base. 

Normal positive shear force convention (left) and normal bending moment convention (right).